# Caeneressa diaphana
Caeneressa diaphana är en fjärilsart som beskrevs av Vincenz Kollar 1844. Caeneressa diaphana ingår i släktet Caeneressa och familjen björnspinnare. Inga underarter finns listade i Catalogue of Life.

## Bildgalleri

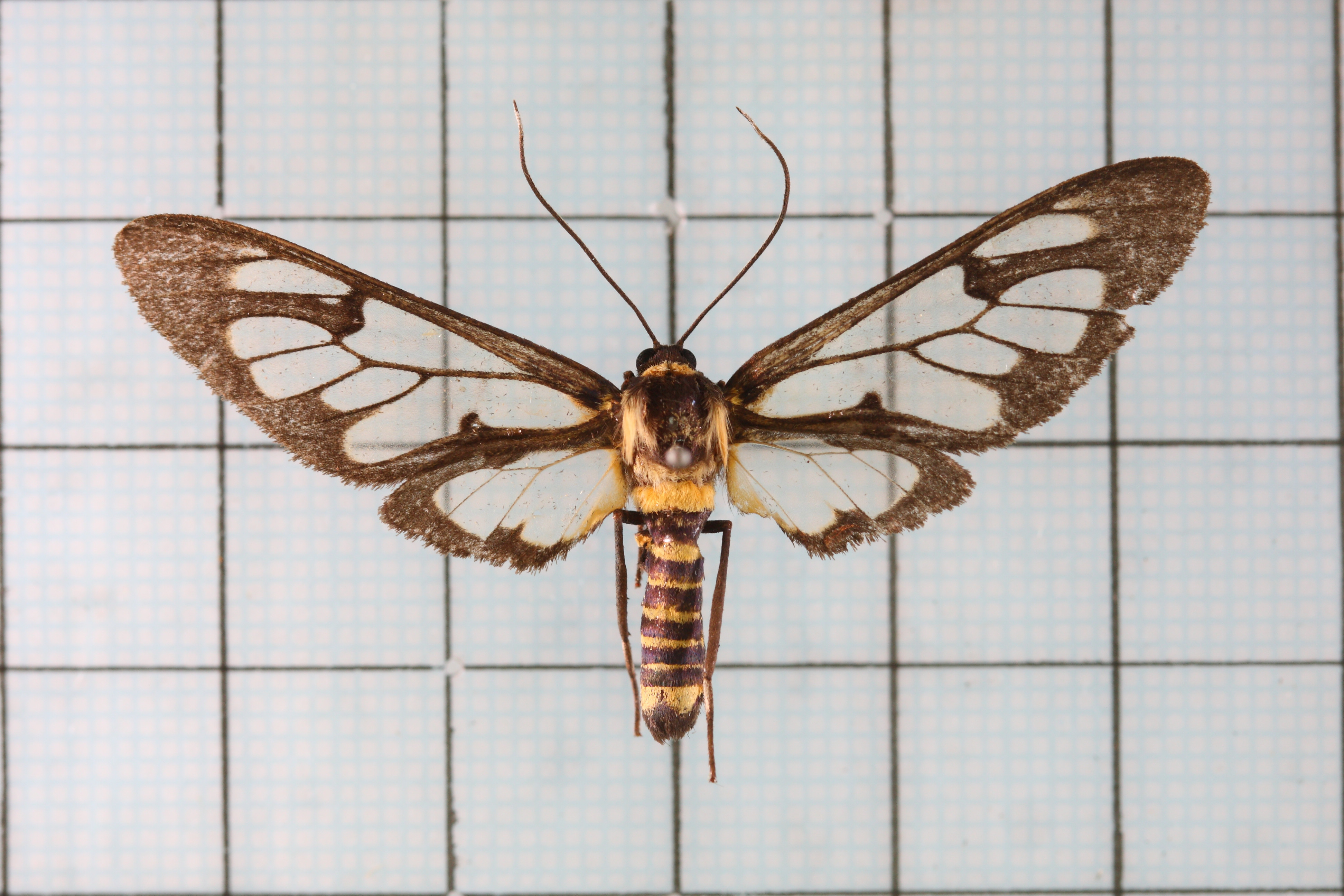
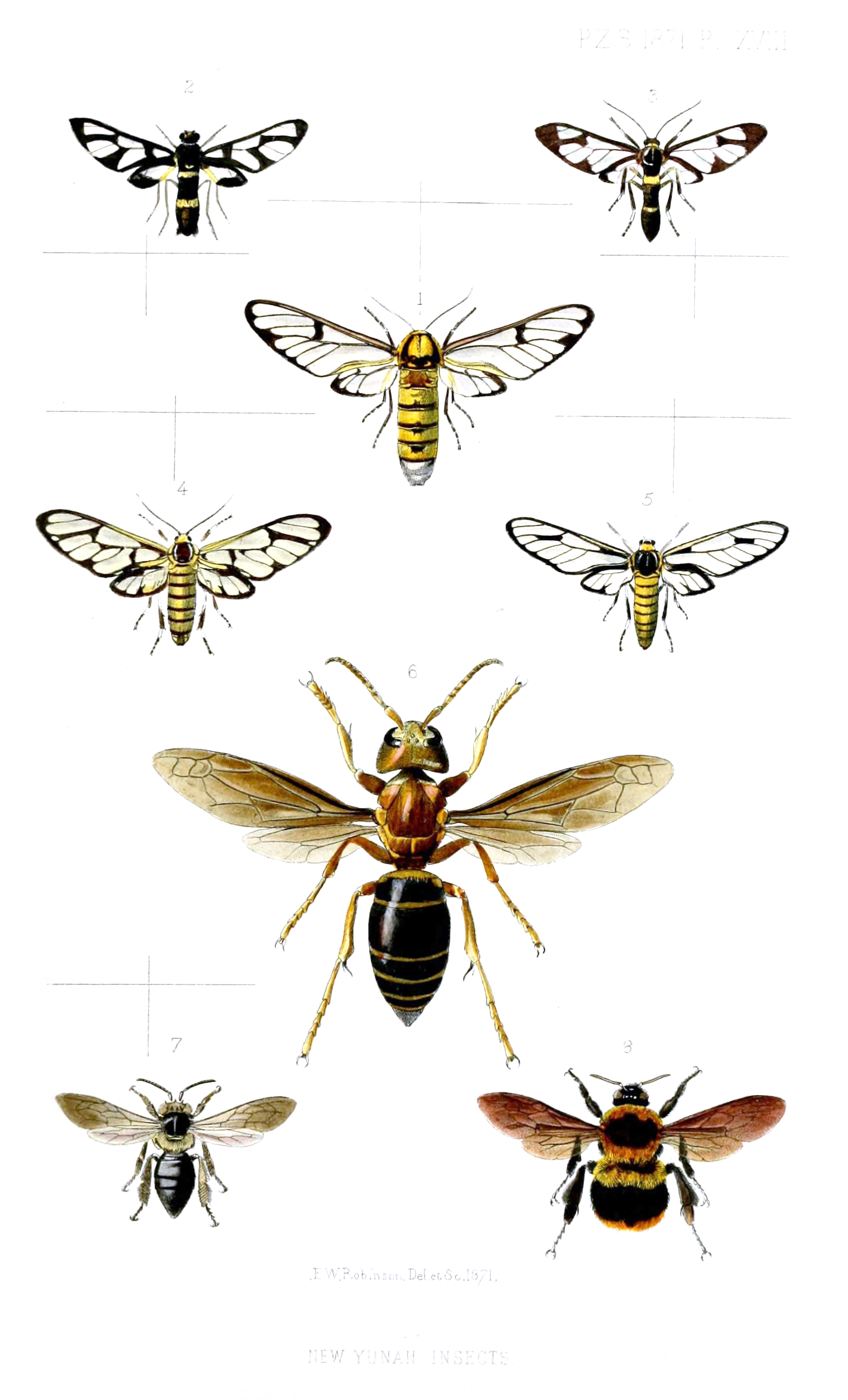